# Saraipāli
Saraipāli är en ort i Indien.   Den ligger i distriktet Mahasamund och delstaten Chhattisgarh, i den centrala delen av landet, 1 000 km sydost om huvudstaden New Delhi. Saraipāli ligger 271 meter över havet och antalet invånare är 18 394.
Terrängen runt Saraipāli är platt. Runt Saraipāli är det ganska tätbefolkat, med 185 invånare per kvadratkilometer. Saraipāli är det största samhället i trakten. Trakten runt Saraipāli består till största delen av jordbruksmark.